# Gonzalo Barreto
Gonzalo Barreto, vollständiger Name Gonzalo Barreto Mastropierro, (* 22. Januar 1992 in Montevideo) ist ein uruguayischer Fußballspieler.

## Verein
Der 1,73 Meter große Offensivakteur Barreto wird als technisch starker Spieler beschrieben, der über exzellente Dribbelkünste verfügt und wurde bereits mit Mauro Zárate und Ernesto Chevantón verglichen.
Er stand zu Beginn seiner Karriere mindestens in der Apertura 2009 im Kader des uruguayischen Erstligisten Danubio. Für die Montevideaner lief er in einem Spiel in der Primera División auf. Dieses Ligadebüt feierte er am 23. August 2009 unter Trainer Jorge Giordano in der Begegnung gegen den Tacuarembó FC, als er in der 77. Spielminute für Hámilton Ricard eingewechselt wurde. Zum Jahreswechsel 2009/10 wechselte er sodann nach Italien zu Lazio Rom, wo der Uruguayer einen Fünf-Jahres-Vertrag unterschrieb. Dort wurde er bislang nicht in der Serie A eingesetzt. In der Spielzeit 2012/13 stand er in Reihen von US Salernitana. Einsatzzeit erhielt er jedoch nicht. Anschließend kehrte er zu Lazio zurück. Im Januar 2015 führte sein Karriereweg zu Danubio zurück. Dort absolvierte er bis zum Ende der Spielzeit 2014/15 zehn Erstligapartien (zwei Tore) und lief in zwei Begegnungen (ein Tor) der Copa Libertadores 2015 auf. Während der Saison 2015/16 kam er in 28 Erstligaspielen zum Einsatz und schoss sieben Tore. Nach sieben weiteren Erstligaeinsätzen (ein Tor) in der Saison 2016 wechselte Barreto Mitte Januar 2017 zu Universidad de Concepción nach Chile.

## Nationalmannschaft
Barreto gehörte der von Roland Marcenaro trainierten U-17-Auswahl Uruguays an, die an der U-17-Südamerikameisterschaft 2009 in Chile teilnahm und den 3. Platz belegte. Auch war er Teil des Aufgebots bei der U-17-Weltmeisterschaft 2009 in Nigeria. Im WM-Turnier wurde er dreimal eingesetzt. Ein Tor erzielte er dabei nicht.

## Sonstiges
Im Juli 2010 geriet Barreto durch ein tragisches Ereignis im engsten Familienkreis in die Schlagzeilen. Seine Mutter, die seinerzeit 47-jährige Notarin Yanela Mastropierro, war in Treinta y Tres durch ihren Lebensgefährten erstochen worden. Der Lebensgefährte erhängte sich anschließend.